# Lox (gastronomía)

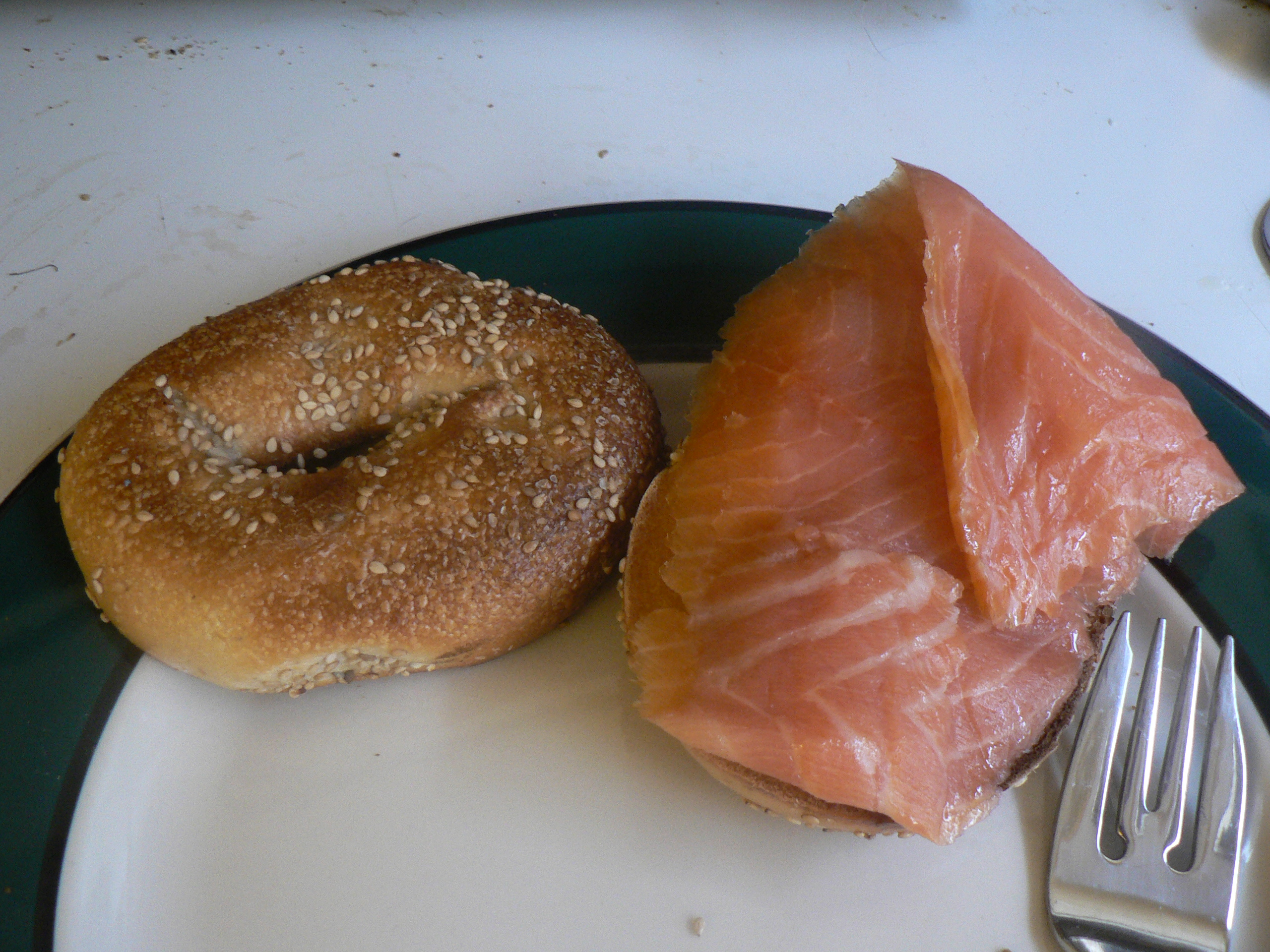
Lox servido con un bagel.

Lox es salmón cortado en filetes o en una pieza que ha sido ahumado en frío o curado de otras formas. El ahumado en frío conserva la textura firme y grasa del salmón, resultando una textura similar a la que tiene el mismo pescado crudo, así como la técnica de curado conocida como graved, donde en los países escandinavos se curaba el salmón, con sal, eneldo y se guardaba en un pozo, de allí la palabra graved. En la actualidad se cura en refrigeradores. La palabra en inglés deriva del yidis lox – que es un cognado del sueco (lax), danés/noruego (laks), alemán (Lachs), y inglés antiguo (læx). Se sirve a menudo con bagels y queso crema. El lox es uno de los alimentos más importantes en la cocina askenazí.

## Tipos
- Regular; marinado en una salmuera, a menudo azúcar, y especias. Este proceso se denomina "marinado seco" y está relacionado con la comida ahumada.
- Nova lox o Nova Scotia lox; similar al regular lox, pero curado en un marinado suave. En Nueva York existe el Nova Scotia.
- Scottish lox; una mezcla de sal y de azúcar, especies y otros condimentos aplicados a la carne o pescado.
- Scandinavian lox; el pescado es curado en sal (salazón).
- Gravad lox; conocido también como Gravad lax o Gravlax, se conoce como la forma escandinava de preparar el salmón. Gravad lox no está ahumado y se mezcla con especias, que incluye eneldo, azúcares, sal.

- Datos: Q1202221
- Multimedia: Lox / Q1202221